# Vlastimil Havlík
Vlastimil Havlík, né le 26 janvier 1957 à Brno, en Tchécoslovaquie, est un ancien joueur tchécoslovaque de basket-ball. Il évolue durant sa carrière au poste d'arrière. 

## Palmarès
- 3e du championnat d'Europe 1981
- Finaliste du championnat d'Europe 1985